# Pelegrina volcana
Espèce
Pelegrina volcana est une espèce d'araignées aranéomorphes de la famille des Salticidae.

## Distribution
Cette espèce est endémique du Panama.

## Description
Les mâles mesurent de 3,5 à 3,7 mm.

## Étymologie
Son nom d'espèce lui a été donné en référence au lieu de sa découverte, Volcán.

## Publication originale
- Maddison, 1996 : Pelegrina Franganillo and other jumping spiders formerly placed in the genus Metaphidippus (Araneae: Salticidae). Bulletin of the Museum of Comparative Zoology, vol. 154, no 4, p. 215-368 (texte intégral).